# Checco Miletto de Rossi
Checco (Francesco) Miletto de Rossi, o Checco Rossi di Miletto, o Cecco Meletto (Forlì, 1320 – post 1363), è stato un poeta italiano.
Piuttosto conosciuto fra i suoi contemporanei, fu in corrispondenza amichevole con Francesco Petrarca e Giovanni Boccaccio. Operò alla corte di Francesco Ordelaffi, signore di Forlì, insieme al concittadino Nereo Morandi, anch'egli amico del Petrarca.

## Biografia
Notaio di formazione, si dilettò di poesia e per questo entrò in contatto con il poeta aretino Francesco Petrarca, grazie al quale recepì l'influsso del pensiero umanista da lui fondato. A metà degli anni '40, il poeta fiorentino Giovanni Boccaccio risiedette a Forlì presso l'Ordelaffi, ed entrò così di conseguenza con il cancelliere Checco, con il quale scambiò una corrispondenza poetica grazie alla quale il Certaldese, nel genere bucolico, passò dal modello dantesco a quello virgiliano-petrarchesco.
Negli anni '50 e '60, Checco visse le travagliate vicende che portarono l'Ordelaffi a scontrarsi con la Santa Sede, all'epoca ad Avignone, protesa a restaurare il suo dominio sugli Stati Pontifici. Sconfitto l'Ordelaffi, Checco passò dalla parte del legato papale, cardinale Egidio Albornoz. Dopo il 1363 non si ebbe più notizia di Checco.

## Opere
Tra l'altro possediamo:
- un suo Carme responsivo a Giovanni Boccaccio, oltre al carme dello stesso Boccaccio al Rossi
- un ulteriore Carme a Boccaccio, sempre in risposta ad una missiva del certaldese
- Un Epicedium